# Palpita aethrophanes
Palpita aethrophanes là một loài bướm đêm trong họ Crambidae.